# Enighed (1650)
Enighed eller numera Enigheten, var ett danskt linjeskepp och ett örlogsfartyg som byggdes cirka 1650. Skeppet utrustades 1679 till en brännare för att användas i kriget mot svenska flottan. Under anfallet den 2 juli samma år sänktes även Enigheden och hamnade på tolv meters djup strax öster om Grimskär i Kalmarsund. Från vraket bärgades tio kanoner 1908. Tillsammans med kanoner från det svenska skeppet Nyckeln, som också exploderade och sjönk i Kalmarsund, står de nu uppställda på Kalmar slotts vallar.